# Elaine Cassidy
Elaine Cassidy (Kilcoole, 31 december 1979) is een Ierse actrice.
Cassidy speelt in meerdere Ierse en Amerikaanse films en televisieseries en hield hieraan verschillende film- en televisieprijzen over. In de film Felicia's Journey heeft ze de hoofdrol Felicia met Bob Hoskins als haar opponent. In een regie van Erik Van Looy werkt ze mee aan The Loft, de Amerikaanse remake van Loft.
Cassidy is ook actief in het Engels theater, onder meer in stukken van de Royal Shakespeare Company.
Ze is in 2007 gehuwd met acteur Stephen Lord en heeft twee kinderen. Cassidy en Lord wonen in Greenwich (Londen).